# دانولی، ویکتوریا
دانولی (به انگلیسی: Dunolly) یک شهرک در استرالیا است که در ویکتوریا (استرالیا) واقع شده‌است.